# Wilhelmsburg (Niederösterreich)
Wilhelmsburg ist eine niederösterreichische Stadtgemeinde im Mostviertel im Bezirk St. Pölten in Österreich mit 6557 Einwohnern (Stand 1. Jänner 2025).
Durch das Gemeindegebiet fließt die Traisen.

## Geografie
Wilhelmsburg befindet sich etwa zwölf Kilometer südlich des Stadtzentrums von St. Pölten. Die Stadtgemeinde wird von Süden nach Norden von der Traisen durchflossen. Das östliche Stadtgebiet gehört zu den Ausläufern des Wienerwaldes, das westliche Stadtgebiet zu den Ausläufern der Türnitzer Alpen. Beide Gebirgsgruppen werden von der Traisen getrennt.
Die höchsten Erhebungen des Stadtgebietes sind die Stockerhöhe mit 734 m ü. A. im Süden und das Haberegg mit 693 m ü. A. im Südosten, der niedrigste Punkt befindet sich mit ca. 310 m ü. A. dort, wo im Stadtteil Reith die Traisen das Gemeindegebiet nach Norden verlässt.

### Gemeindegliederung
Die Gemeinde Wilhelmsburg umfasst als einzige Ortschaft Wilhelmsburg und besteht aus den Katastralgemeinden Altenburg, Göblasbruck, Handelberg, Kanzling, Kreisbach, Pömmern, Wegbach, Wielandsberg, Wilhelmsburg und Wolkersberg. Die Ortsteile verteilen sich folgendermaßen:
- KG Altenburg: keine weiteren Ortsteile
- KG Göblasbruck: Bösendörfl, Grubtal Hochstraß, Kendlgraben und Sonnenberg sowie mehrere Einzellagen
- KG Handelberg: keine weiteren Ortsteile
- KG Kanzling: keine weiteren Ortsteile
- KG Kreisbach: Reith und mehrere Einzellagen
- KG Pömmern: ein Einzellage
- KG Wegbach: keine weiteren Ortsteile
- KG Wielandsberg: keine weiteren Ortsteile
- KG Wilhelmsburg: ein Einzellage
- KG Wolkersberg: ein Einzellage

### Nachbargemeinden
| Ober-Grafendorf   | St. Pölten (P)                              |                             |
| Weinburg          | Kompassrose, die auf Nachbargemeinden zeigt | Pyhra                       |
| Hofstetten-Grünau | Eschenau (LF)                               | St. Veit an der Gölsen (LF) |

## Geschichte

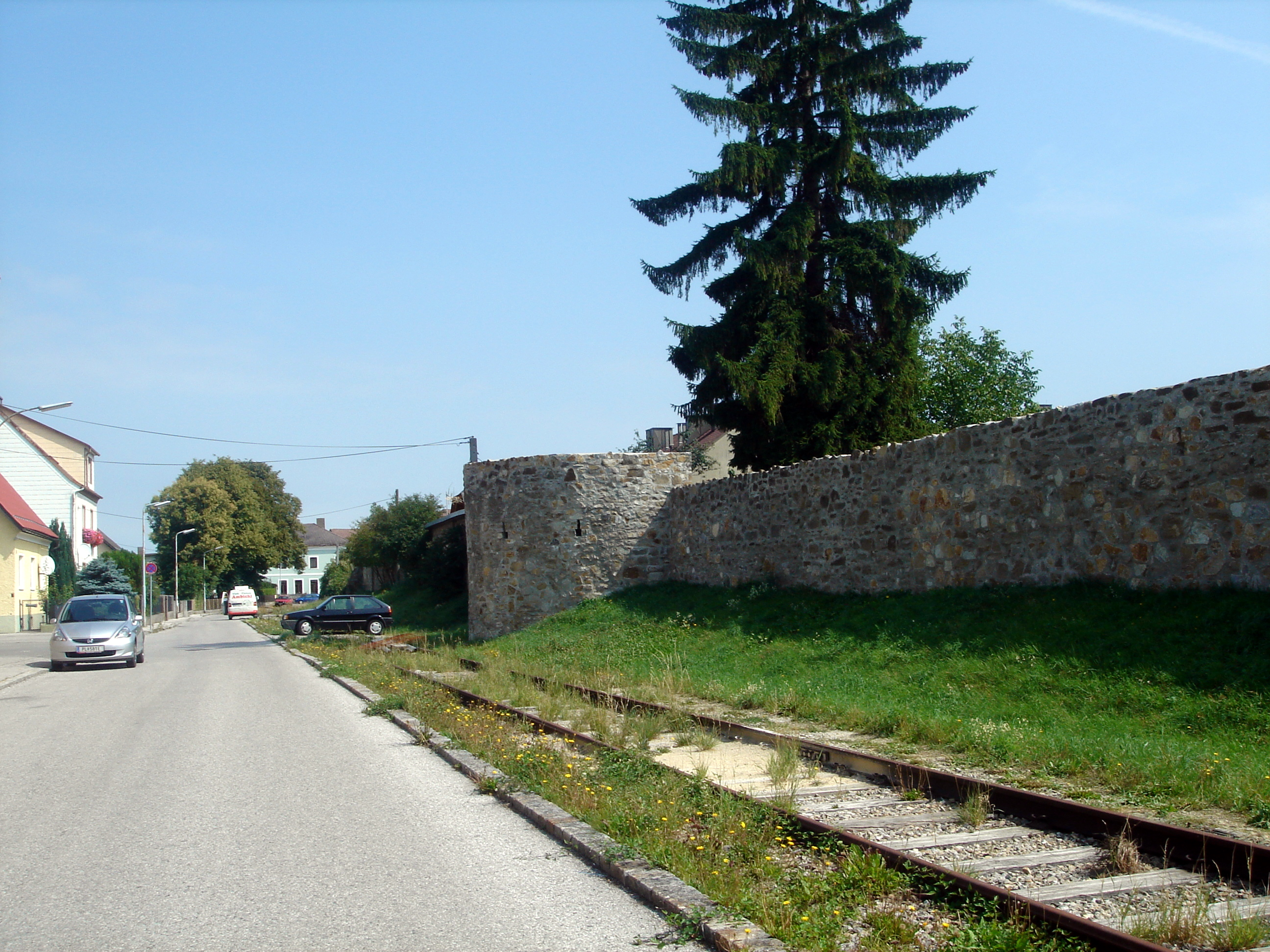
Stadtbefestigung Wilhelmsburg. Die letzten Reste der Ringmauer. Im Vordergrund die Gleise der eingestellten Industriebahn die den Bahnhof Wilhelmsburg mit der Geschirrfabrik und der Gießerei der Fa. Schmid & Söhne verband.

### Mittelalter und Frühe Neuzeit
Eine Besiedlung vor 850, als ein fränkischer Edelmann namens Wilhelm zur Zeit des Baierischen Ostlandes hier eine Burg gründete, kann nicht durch Funde belegt werden, ist aber wahrscheinlich. Im 10. Jahrhundert wurde die erste Kirche gebaut, 1083 wurde die Stadt unter dem Namen Willehalmspurch erstmals erwähnt.
Das Schloss Crebizbac (Kreisbach) wurde vermutlich im 12. Jahrhundert gebaut.
Der Babenbergerherzog Leopold VI. überließ 1209 dem Stift Lilienfeld alle seine Güter, Rechte und Freiheiten in und um Wilhelmsburg, in diesem Jahr findet auch die Pfarre erste Erwähnung. Seit 1279 besitzt Wilhelmsburg das Marktrecht. Die Marienkapelle in der Kirchengasse wurde 1320 eingeweiht, 1330 wurde mit dem Bau der Ringmauer um Kirche und Ort begonnen.
Ein Großbrand vernichtete den Ortskern 1457, danach wurde mit dem Neubau der Pfarrkirche begonnen. Während der Ersten Türkenbelagerung 1529 war der Markt durch die Ringmauer geschützt, die von 1568 bis 1587 erhöht wurde.
Der Abt Georg Premberger gründete 1580 ein Armen-Bürgerspital in der heutigen Unteren Hauptstraße 20. Gegen Ende der Bauernkriege 1597 wurde das Bauernheer nördlich von Wilhelmsburg von den kaiserlichen Streitkräften vernichtend geschlagen. Aufgrund dessen wurde 1607 bis 1627 die Ringmauer erneut verstärkt.
Während der Zweiten Türkenbelagerung 1683 blieb Wilhelmsburg nahezu verschont.

### 19. und 20. Jahrhundert
In den Jahren 1805 und 1809 wurde Wilhelmsburg von Napoleons Truppen besetzt.
Die Industrialisierung hielt 1830 mit der Eröffnung einer Baumwollspinnerei in Göblasbruck Einzug. Zwischen 1835 und 1837 wurde mit dem Abriss der Befestigungsanlage begonnen, im Jahr darauf die erste Poststation errichtet. Die Eröffnung der Bahnstation ist 1877, die Bahnstrecke Leobersdorf – St. Pölten wurde durchgehend befahren. Am 13. März 1900 wurde der neue Friedhof an seiner heutigen Stelle eingeweiht, 1901 erfolgte die Planung der Schleppbahn zwischen dem Bahnhof und der Geschirrfabrik.
In den Jahren nach 1899 wurde die Traisen reguliert und die II. Wiener Hochquellenwasserleitung gebaut, was zahlreiche Arbeitsplätze schaffte. Auch der Ausbau der Industrie in der Umgebung führte zu einer erhöhten Nachfrage an Arbeitskräften.
Am 29. März 1920 wurden bei einem Großbrand 34 Wohnhäuser und 10 Nebengebäude eingeäschert, auch das alte Rathaus fiel den Flammen zum Opfer. 1926 wurde ein Eisenbahnhaltepunkt in Göblasbruck eröffnet, 1927 hatte die erste Autobusverbindung mit St. Pölten Jungfernfahrt.
Wilhelmsburg, Göblasbruck und Kreisbach vereinigten sich 1938 zu einer Großgemeinde. 1950 wurde der Arbeiter-Samariterbund (ASBÖ) gegründet und 1956 wurde mit dem Bau einer Umfahrungsstraße begonnen, wobei die Verkehrsfreigabe der Strecke schrittweise bis 1958 erfolgte. Das Stadtrecht erhielt Wilhelmsburg 1959.
Am 2. Dezember 1999 forderte die Gasexplosion im Conrad-Lester-Hof 4 zehn Todesopfer, ein 15-jähriges Mädchen wurde lebend aus dem Trümmerhaufen gerettet. An der Unglücksstelle wurde ein Denkmal errichtet, das beschädigte Nachbargebäude konnte 2001 wieder bezogen werden.

### Religion
Rund 67 % der Bevölkerung bekennen sich zum römisch-katholischen Kirche, ca. 5 % zur evangelischen Kirche, ca. 5 % zur orthodoxen Kirche und ca. 4 % zum Islam. Rund 18 % der Bürger sind konfessionslos.

### Bevölkerungsentwicklung
| Wilhelmsburg: Einwohnerzahlen von 1869 bis 2025     | Wilhelmsburg: Einwohnerzahlen von 1869 bis 2025 | Wilhelmsburg: Einwohnerzahlen von 1869 bis 2025 | Wilhelmsburg: Einwohnerzahlen von 1869 bis 2025 | Wilhelmsburg: Einwohnerzahlen von 1869 bis 2025 |
| --------------------------------------------------- | ----------------------------------------------- | ----------------------------------------------- | ----------------------------------------------- | ----------------------------------------------- |
| Jahr                                                |                                                 |                                                 |                                                 | Einwohner                                       |
| 1869                                                | 1869                                            |                                                 | 3.241                                           | 3.241                                           |
| 1880                                                | 1880                                            |                                                 | 3.405                                           | 3.405                                           |
| 1890                                                | 1890                                            |                                                 | 4.141                                           | 4.141                                           |
| 1900                                                | 1900                                            |                                                 | 4.965                                           | 4.965                                           |
| 1910                                                | 1910                                            |                                                 | 6.419                                           | 6.419                                           |
| 1923                                                | 1923                                            |                                                 | 6.015                                           | 6.015                                           |
| 1934                                                | 1934                                            |                                                 | 5.499                                           | 5.499                                           |
| 1939                                                | 1939                                            |                                                 | 5.642                                           | 5.642                                           |
| 1951                                                | 1951                                            |                                                 | 5.724                                           | 5.724                                           |
| 1961                                                | 1961                                            |                                                 | 6.196                                           | 6.196                                           |
| 1971                                                | 1971                                            |                                                 | 6.408                                           | 6.408                                           |
| 1981                                                | 1981                                            |                                                 | 6.331                                           | 6.331                                           |
| 1991                                                | 1991                                            |                                                 | 6.572                                           | 6.572                                           |
| 2001                                                | 2001                                            |                                                 | 6.660                                           | 6.660                                           |
| 2011                                                | 2011                                            |                                                 | 6.446                                           | 6.446                                           |
| 2021                                                | 2021                                            |                                                 | 6.580                                           | 6.580                                           |
| 2025                                                | 2025                                            |                                                 | 6.557                                           | 6.557                                           |
| Quelle(n): Statistik Austria, Gebietsstand 1.1.2021 |                                                 |                                                 |                                                 |                                                 |

Bei der ersten Volkszählung 1869 beherbergte Wilhelmsburg 1432 Einwohner, in Göblasbruck und Kreisbach lebten 1809 Menschen.
Rund 91 % der Bevölkerung Wilhelmsburgs sind österreichische Staatsangehörige, ca. 4 % Staatsbürger von Bosnien-Herzegowina, ca. 2 % Staatsbürger der Türkei und ca. 2 % Staatsangehörige von Serbien und Montenegro. Von den Bürgern geben rund 90 % Deutsch als ihre Umgangssprache an, ca. 4 % Serbisch, ca. 2 % Türkisch und ca. 1 % Kroatisch.

## Kultur und Sehenswürdigkeiten
- Stadtbefestigung Wilhelmsburg

Schloss Kreisbach von Osten gesehen

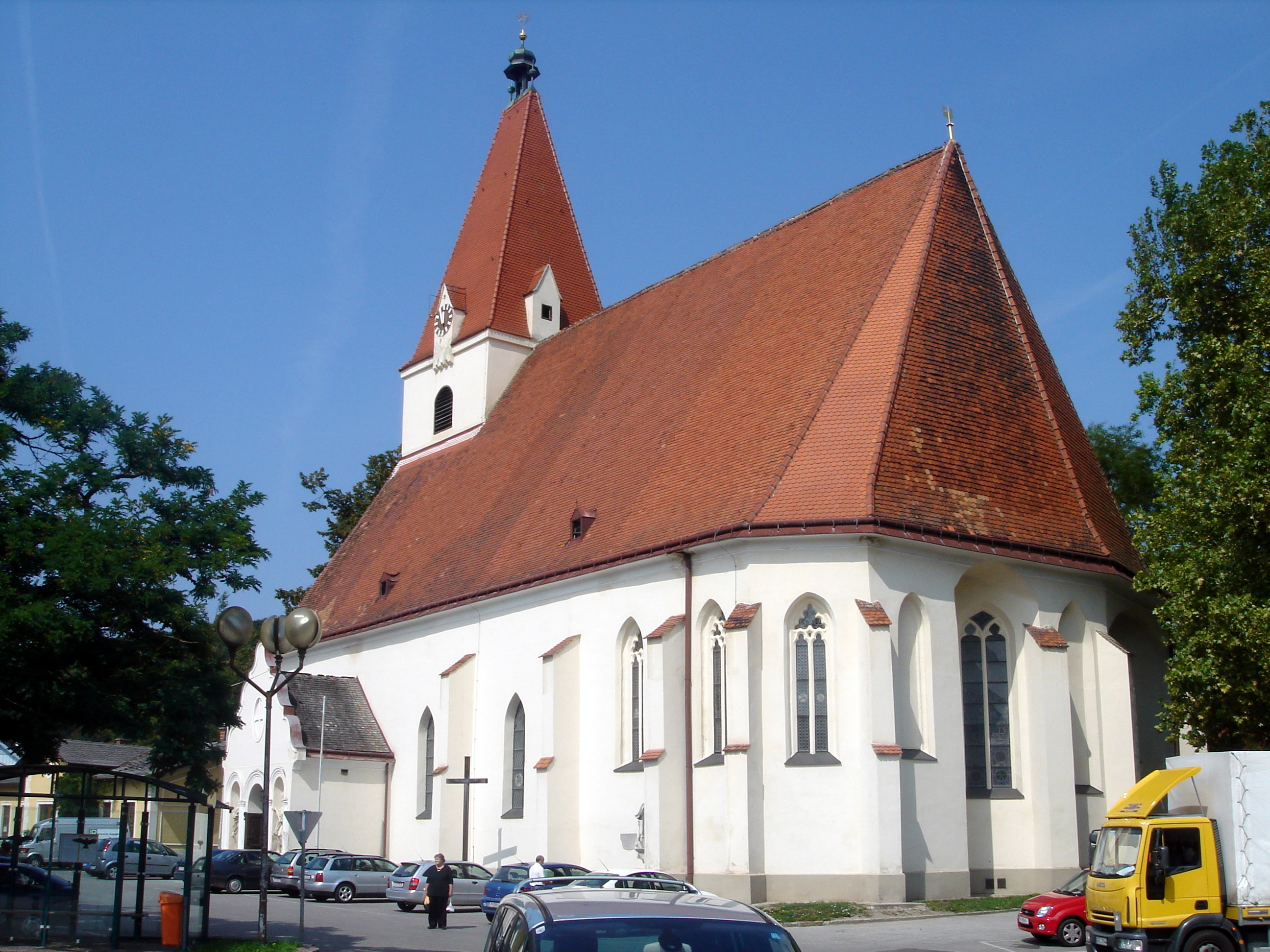
Pfarrkirche Wilhelmsburg

- Schloss Kreisbach: Ende des 12. Jahrhunderts soll das Schloss Kreisbach gegründet und erbaut worden sein. Bereits im Jahr 1323 war Schloss Kreisbach durch den Kauf an die Herren zu Hohenberg und dann an die Herren von Rogendorf übergegangen. 1521 erwarb Wolfgang Jörger durch Kauf Schloss und Gut Kreisbach. Die Jörger erwiesen sich als die eifrigsten Förderer des Luthertums. Die neue Lehre fasste rasch in allen Ständen Fuß und auch katholische Pfarrer konvertierten. Wilhelmsburg war zu dieser Zeit eine Bastion der Lutheraner, geistiges Zentrum für alle Kirchen der Orte im Traisen- und Gölsental. Als begeisterter Kämpfer für den Protestantismus wurde der letzte Jörger namens Helmhard vom katholischen Kaiser Ferdinand II. im Zuge der Gegenreformation aller seiner Güter für verlustig erklärt und des Landes verwiesen. Die herrenlose Besitzung Kreisbach wurde 1625 an das Stift Lilienfeld veräußert, die die Schlosskapelle abreißen ließen und einen Teil des ehemaligen Ballsaals der Jörger zur neuen Kapelle umbauten. Die heutige Annakapelle zeigt an ihrem Tonnengewölbe Stuckaturen aus dem frühesten Barock. Heute ist von dem stattlichen und viertürmigen Schloss und seiner Wehrmauer nicht mehr viel zu sehen. Auch als Kreisbach Kreisamt war, unterblieben Investitionen zur Erhaltung, es wurde sogar bei Bedarf Baumaterial von hier abgezogen. 1994 entstand die Idee zur Sanierung und Revitalisierung von Schloss Kreisbach, seit Oktober 1999 bemüht sich nun der Kulturverein Schloss Kreisbach um die Durchführung dieser Idee.

- Katholische Pfarrkirche Wilhelmsburg hl. Stephanus: Die dem Hl. Stephanus geweihte Pfarrkirche ist eine der ältesten Kirchen des Traisentales. Die romanische Kirche wurde im 14. Jahrhundert ausgebaut. Auf ihrer Spitze trägt sie einen Herzogshut.[4]

- Wilhelmsburger Geschirrmuseum: Das Museum wurde 2007 eröffnet und ist dem von 1795 bis 1997 in Wilhelmsburg produzierten 'Wilhelmsburger Steingut' und Lilienporzellan gewidmet. Es zeigt u. a. die in den 1950er Jahren produzierte legendäre Lilienporzellan-Serie 'Daisy'. Das Geschirrmuseum befindet sich in Wilhelmsburg, Färbergasse 11.

### Musik
- Stadtkapelle Wilhelmsburg: Die Stadtkapelle Wilhelmsburg ist der älteste aktive Musikverein Wilhelmsburgs. Die Gründung erfolgte am 21. Juni 1921, unter dem Namen Orchesterbund Wilhelmsburg (Obmann Johann Klug, Kapellmeister Rudolf Kössler). Die beiden am längsten aktiven Funktionäre der Stadtkapelle Wilhelmsburg waren Ehrenkapellmeister Professor Willibald Wltschek (Kapellmeister von 1953 bis 1993) und Ehrenobmann Eduard Zeller (Obmann von 1968 bis 1987).

## Wirtschaft und Infrastruktur

### Wirtschaftssektoren
Von den 114 landwirtschaftlichen Betrieben des Jahres 2010 wurden 59 im Haupterwerb geführt. Sie bewirtschafteten 73 Prozent der Flächen. Im Produktionssektor arbeiteten 307 Erwerbstätige im Bereich Herstellung von Waren, 233 in der Bauwirtschaft, 58 in der Wasserver- und Abfallentsorgung und 5 in der Energieversorgung. Die wichtigsten Arbeitgeber des Dienstleistungssektors waren die Bereiche soziale und öffentliche Dienste (571), Handel (337), freiberufliche Dienstleistungen (174) und Beherbergung und Gastronomie (119 Mitarbeiter).
| Wirtschaftssektor            | Anzahl Betriebe | Anzahl Betriebe | Erwerbstätige | Erwerbstätige |
| Wirtschaftssektor            | 2011            | 2001            | 2011          | 2001          |
| ---------------------------- | --------------- | --------------- | ------------- | ------------- |
| Land- und Forstwirtschaft 1) | 114             | 136             | 113           | 112           |
| Produktion                   | 58              | 50              | 603           | 602           |
| Dienstleistung               | 299             | 184             | 1279          | 913           |

1) Betriebe mit Fläche in den Jahren 2010 und 1999

### Öffentliche Einrichtungen
In der Gemeinde gibt es drei Kindergärten, zwei Volksschulen und eine Mittelschule.

Bahnhof Wilhelmsburg

### Verkehr
Wilhelmsburg liegt an der Mariazeller Straße B20 und an der Traisentalbahn. Neben dem Bahnhof Wilhelmsburg befinden sich auf dem Gemeindegebiet auch die Haltestellen Kreisbach und Göblasbruck.
Wilhelmsburg liegt mit dem Voralpenweg und dem Niederösterreichischen Mariazellerweg an zwei österreichischen Weitwanderwegen und ist weiters Ausgangs- und Endpunkt des Traisentaler Rundwanderwegs.

## Politik

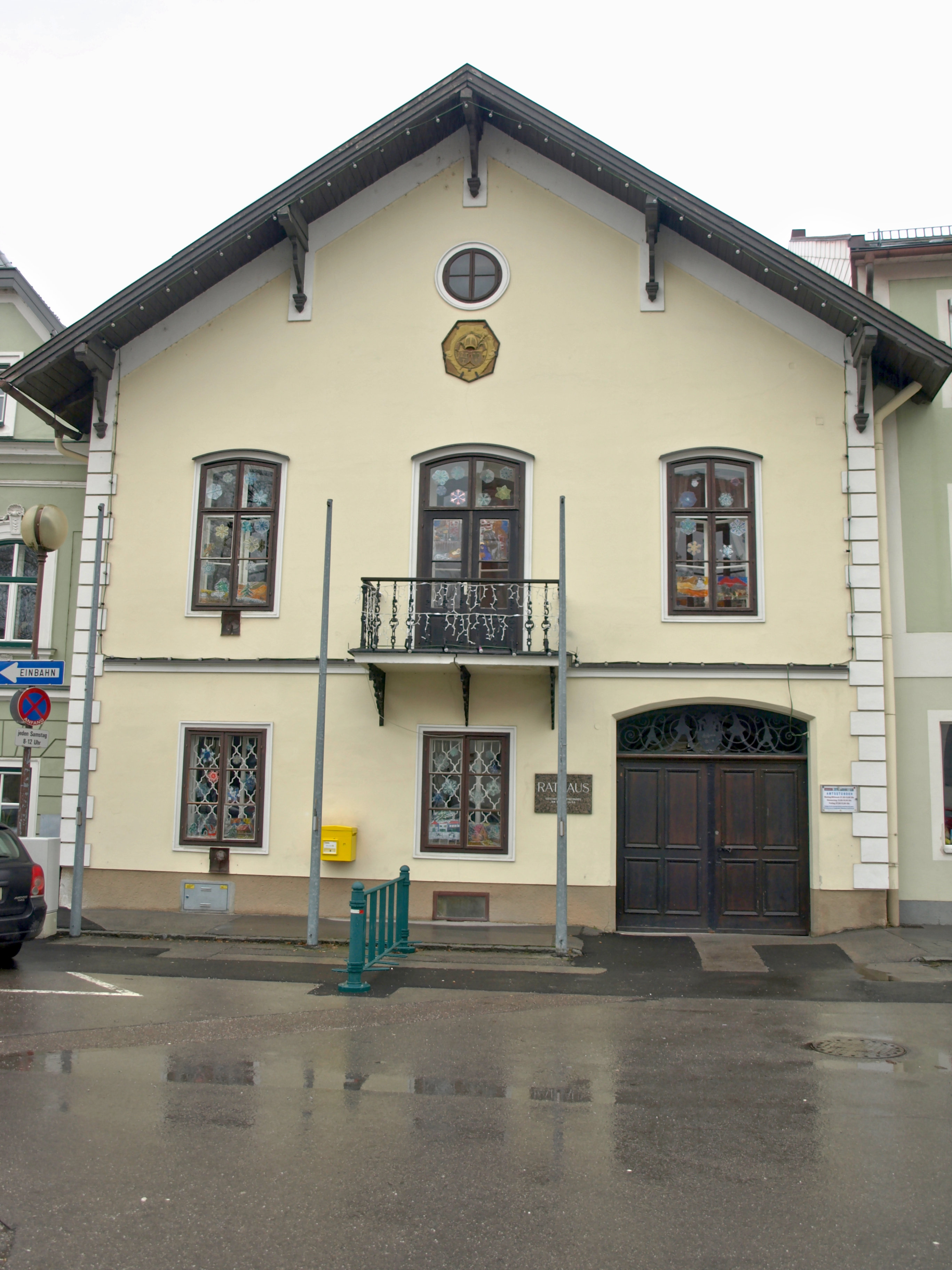
Rathaus

### Gemeinderat
Der Gemeinderat hat 29 Sitze.
Bei der Gemeinderatswahl 2005 ergab sich folgende Mandatsverteilung: SPÖ 17, ÖVP 10 und die Grünen 2. Bei der Gemeinderatswahl 2010 verloren die drei bisherigen im Gemeinderat vertretenen Parteien je einen Sitz an die FPÖ, die in den Gemeinderat einzog. Bei der Gemeinderatswahl 2015 verschoben sich zwei Mandate von der ÖVP zu den Grünen.
- Mit den Gemeinderatswahlen in Niederösterreich 2020 hat der Gemeinderat folgende Zusammensetzung: 13 SPÖ, 11 ÖVP, 3 GRÜNE und 2 FPÖ.[13]

### Bürgermeister
- bis 2005 Walter Daxböck (SPÖ)
- 2005–2013 Herbert Choholka (SPÖ)[14]
- 2013–2023 Rudolf Ameisbichler (SPÖ)[15] (Zurückgetreten am 3. Mai 2023, um einem Misstrauensantrag des Gemeinderats zuvorzukommen.[16])
- seit 2023 Peter Reitzner (SPÖ)[17]

## Persönlichkeiten

### Söhne und Töchter
- Johann Wilhelm Mannagetta (1588–1666), Leibarzt Ferdinands II., Ferdinands III. und Leopolds I., Verfasser einer Pestordnung und Gründer der „Mannagettasche Stiftung“
- Walter Kudlich (1857–1930), Abgeordneter im Schlesischen Landtag, Bürgermeister von Troppau
- August Schmid-Schmidsfelden (1892–1978), Industrieller der Eisen- und Stahlindustrie
- Ludwig Hrebacka (1900–1966), Heizer, Politiker und Abgeordneter zum Landtag von Niederösterreich
- Adolf Treberer-Treberspurg (1911–1955), Bildhauer zwischen Expressionismus und Moderne, wirkte in der Zwischenkriegszeit in der Türkei und später in Wien
- Karl Nutzinger (1911–1979), Blumenzüchter
- Fritz Küffer (1911–2001), Maler
- Karl Röhrl (1941–2016), Schachspieler
- Monika Langthaler (* 1965), Politikerin und Unternehmerin
- Franz Renz (* 1968), Chemiker

### Personen mit Beziehung zur Stadt
- Richard Lichtenstern (1870–1937), Unternehmer, übernahm 1895 von seinem Vater die Wilhelmsburger Steingut- und Porzellanfabrik
- Othmar Steinbauer (1895–1962), Wiener Klangreihenkomponist, weilte viele Jahre hindurch im Ortsteil Altenburg auf Sommerfrische und verstarb dort am 5. September 1962
- Bernhard Paul (* 1947), Zirkusdirektor, wuchs in Wilhelmsburg auf
- Benjamin Karl (* 1985), Snowboarder, Weltmeister, Silbermedaillengewinner bei den Olympischen Winterspielen 2010